# سید تقی طباطبایی قمی
سید تقی طباطبایی قمی مشهور به حاج‌آقا تقی قمی (زاده ۱ اسفند ۱۳۰۱ در مشهد – درگذشته ۶ آبان ۱۳۹۵ در کربلا) از مراجع تقلید شیعه بود. وی از شاگردان مشهور سید ابوالقاسم خویی به‌شمار می‌رفت که از او اجازهٔ کتبی اجتهاد دارند.
او از معدود مراجع تقلیدی به‌شمار می‌رفت که در مراسم‌های عزاداری سالروز شهادت ائمه شیعه سینه‌زنان عزاداری می‌کرد، طوری که به لقب «فقیه سینه‌زنان عالم» مشهور شد.
وی یکی از سه نفری بود که سید ابوالقاسم خویی در زمان حیات خویش، اجتهاد وی را به صورت کتبی اعلام و تأیید کرده بود و اجازهٔ اجتهاد او نیز منتشر شد. سیدعبدالصاحب خویی فرزند سید ابوالقاسم خویی نیز هم این مسئله را تأیید کرده‌است. دو نفر دیگر سید علی سیستانی و میرزا علی فلسفی بوده‌اند.
وی در سن ۹۴ سالگی قم را ترک و عازم زیارت عتبات عالیات شد. او پس از زیارت شهرهای نجف، کاظمین و سامرا؛ رهسپار کربلا شد و در این شهر درگذشت. پیکر وی برای تشییع به نجف منتقل شد و در غرفه ۳۰ حرم علی بن ابی‌طالب امام اول شیعیان به خاک سپرده شد.

## نسب
از سادات طباطبایی است که نَسَبِ ایشان به ابراهیم طباطبا پسر اسماعیل دیباج  پسر ابراهیم غمر  پسر حسن مثنی  پسر حسن مجتبی می‌رسد. 

## زندگی‌نامه
سید تقی طباطبایی قمی (مشهور به تقی قمی) در اسفند ماه سال ۱۳۰۱ در شهر مشهد به دنیا آمد. پدر او سید حسین طباطبایی قمی از مراجع تقلید به نام بود که در پی ابراز مخالفت با فرمان رضا شاه مبنی بر کشف حجاب اجباری زنان در سال ۱۳۱۴ خورشیدی (۱۹۳۶ میلادی) ناچار به ترک ایران و اقامت در عراق شد. برادر وی سید حسن طباطبایی قمی نیز از مراجع مطرح تقلید و منتقد نظریه ولایت فقیه بود که در سال ۱۳۸۶ در شهر مشهد درگذشت. همچنین وی دایی امام موسی صدر، سید رضا صدرو باجناق علامه امینی بود.

## تحصیل
وی مقدمات را نزد پدر خود سید حسین طباطبایی قمی فرا گرفت و سپس برای ادامه تحصیل به کربلا و نجف عزیمت کرد. وی چندین سال از محضر سید محمدهادی میلانی، سید عبدالهادی شیرازی، شیخ حسین حلی، محمدکاظم شیرازی و به خصوص سید ابوالقاسم خویی استفاده کامل نمود.

## اجتهاد
بر طبق اسناد موجود سید ابوالقاسم خویی در زمان حیات و با وجود داشتن شاگردان زیاد، تنها برای سه نفر از شاگردانشان اجازه کتبی اجتهاد صادر کرد. نخستین اجازه به میرزا علی فلسفی در ذی القعده ۱۳۸۰ هجری قمری اختصاص داشت. دومین اجازه کتبی در ذی الحجه همان سال به سید علی سیستانی داده شد و اجازهٔ سوم نیز برای سید تقی طباطبایی قمی ابلاغ کتبی شد.

## تدریس
پس از رسیدن به درجات عالی اجتهاد، وی به تدریس متون فقه و اصول در نجف پرداخت و سپس در مسجد هندی در حوزه علمیه نجف شروع به تدریس خارج فقه و اصول کرد. در پی اخراج تعداد کثیری از روحانیان بزرگ توسط رژیم بعث عراق از نجف، وی نیز به ناچار در سال در سال ۱۳۵۹ مجبور به ترک نجف شد. وی سپس به شهر قم رفت و مشغول به تدریس فقه و اصول در حوزه علمیه قم شد؛ و از آن تاریخ تا زمان مرگ همچنان در شهر قم سکونت داشت.

## شاگردان
- شیخ عباس حاجیانی
- شیخ علی مروجی قزوینی
- سید حسن نبوی
- شیخ محمد علی نجفی
- شیخ غالب سیلاوی
- سید حسین قمی
- سيد مرتضى ميرسجادى
- سيد محمد كاهانى
- شیخ محمود ارگانی بهبهانی

## تالیفات
وی تالیفات متعددی بر جای گذاشته‌است که عمدتاً به زبان عربی نوشته شده‌است و تعدادی از آنها به زبانهای فارسی و انگلیسی هم برگردانده شده. در زیر عناوین تعدادی از کتابهای وی آمده‌است:
| - آراؤنا فی أصول الفقه (دوره ۳ جلدی) - الأنوار البهیة فی القواعد الفقهیة - الدرر و اللئالی فی فروع العلم الإجمالی - الدلایل فی شرح منتخب المسایل (دوره ۵ جلدی) - حاشیه العروة الوثقی (دوره ۲ جلدی) - الغایة القصوی فی التعلیق علی العروة الوثقی (دوره ۵ جلدی) - الگوی زن اصیل و آزاد - أمیر المؤمنین (علیه السلام) | - ثلاث رسائل (العدالة، التوبة، قاعدة لاضرر) - دراساتنا من الفقه الجعفری - شهید کربلا از قبل از ولادت تا بعد از شهادت - عمدة المطالب فی التعلیق علی المکاسب (دوره ۴ جلدی) - مباحث فقهیة – الوصیة – الشرکة – صلة الرحم - مبانی منهاج الصالحین (دوره ۱۰ جلدی) - مصباح الناسک فی شرح المناسک (دوره ۲ جلدی) - هدایة الأعلام إلی مدارک شرائع الأحکام - معصومه قم یا آشیانه اهل بیت |

## انتشار مجموعه گفتار
در سال ۱۳۶۳ و به همت شیخ عباس حاجیانی دشتی، مجموعه گفتارهای سید تقی طباطبایی قمی در کتابی تحت عنوان درسهایی از شفاعت منتشر شد. این کتاب تاکنون چندین بار تجدید چاپ شده‌است.

## دیدگاه‌های سیاسی
وی در زمره مراجع مستقل محسوب می‌شد، که علاقه چندانی به دخالت در امور سیاسی نداشت. او از جمله مراجع منتقد ولایت مطلقه فقیه بود، و در جریان سفر سید علی خامنه‌ای به قم در پاییز سال ۱۳۸۹ از جمله مراجع تقلیدی بود که از دیدار با وی خودداری کرد. حسین وحید خراسانی، سید محمدصادق روحانی، سید صادق شیرازی و چندین تن دیگر از این‌جمله بودند.

## دیدگاه‌های شخصی و فقهی
با وجود داشتن تالیفات متعدد فقهی و مقلدین بسیار، وی مبادرت به ارائه رساله عملیه و تأسیس وبگاه شخصی نکرد. برخی از باورهای اعتقادی سید تقی طباطبایی قمی در مورد مسائل مختلف دینی در پایگاه خبری ردود عقائدیة آمده‌است.
او از جمله مراجع تقلید شیعه بود که در تمام طول سال مراسم عزای حسینی را در بیت خودش (در قم) و بیت برادرش سید حسن طباطبایی قمی (در مشهد) برگزار می‌کرد. شهرت ویژه وی در این بود که در روز عاشورا با درآوردن پیراهن و به صورت برهنه در جمع عزاداران حاضر می‌شد، و به سینه زدن و مرثیه خوانی در وصف اهل بیت می‌پرداخت.
او قمه‌زنی در غم حسین بن علی را واجب کفایی می‌دانست و بر این اعتقاد بود که به کار بردن لفظ افراط و تفریط برای عزاداری حسین بن علی معنایی ندارد.
وی در زمره منتقدان تفکرات علی شریعتی محسوب می‌شد و برخی از تفکرات وی را مغایر با مبانی دین اسلام می‌دانست.

## درگذشت
وی در واپسین روزهای دهه دوم محرم ۱۴۳۸ هجری قمری قم را ترک و عازم زیارت عتبات عالیات در عراق شد. او پس از زیارت ائمه در شهرهای نجف، کاظمین و سامرا؛ رهسپار کربلا شد. سرانجام در شامگاه ۶ آبان‌ماه ۱۳۹۵ هجری شمسی (مصادف با ۲۵ محرم ۱۴۳۸) در سن ۹۴ سالگی در کربلا درگذشت. سپس پیکر وی برای تشییع به نجف منتقل شد و در غرفه ۳۰ حرم علی بن ابی‌طالب امام اول شیعیان (در حجره کناری محل دفن ابوالقاسم خویی) به خاک سپرده شد، و نماز میت بر پیکر وی توسط فرزند روحانی‌اش، سیدحسین در شهر کربلا اقامه شد.
در پی درگذشت سیدتقی طباطبائی قمی مراجع طراز اول از جمله سید علی سیستانی، حسین وحید خراسانی، سید علی خامنه‌ای، سید موسی شبیری زنجانی، لطف‌الله صافی گلپایگانی، سید عبدالکریم موسوی اردبیلی، سید محمدصادق روحانی، سید صادق حسینی شیرازی، ناصر مکارم شیرازی، عبدالله جوادی آملی، بشیر نجفی، محمداسحاق فیاض، یوسف صانعی، اسدالله بیات زنجانی، سید محمدسعید حکیم، سید محمدتقی مدرسی، سید محمدعلی علوی گرگانی، حسین مظاهری، دیگر مراجع تقلید، و بیوت مراجع راحل پیام تسلیت خود را به بیت طباطبائی قمی ابلاغ کردند.
همچنین پیام‌های تسلیت جداگانه‌ای از سوی رسای قوای سه‌گانه وقت؛ حسن روحانی، علی لاریجانی، صادق لاریجانی و سایر شخصیت‌های سیاسی و مملکتی به بیت ایشان ارسال شد.
به مناسبت درگذشت او درس‌های حوزه‌های علمیه نجف، قم و مشهد و برخی از کشورهای اسلامی تعطیل شد.
همچنین مراسم مختلف عزاداری و ترحیم سید تقی طباطبائی قمی، از طرف مراجع عظام تقلید در نجف، قم و سایر شهرهای اسلامی برگزار شد. تعدادی از مراجع عظام تقلید از جمله وحید خراسانی نیز برای عرض تسلیت به بازماندگان خاندان قمی، شخصاً در بیت وی حضور یافتند.